# إريك كوينتن
إريك كوينتن (22 يناير 1967 في فرنسا - ) (بالفرنسية: Éric Quintin)‏ هو لاعب كرة يد فرنسا. شارك في الألعاب الأولمبية الصيفية 1992.

## وصلات خارجية
- إريك كوينتن على موقع أوليمبيديا (الإنجليزية)